# Ronald Hutton
Ronald Hutton (Udhagamandalam, 19 de dezembro de 1953) é um historiador e escritor britânico.
Especialista na história moderna da Grã-Bretanha, em folclore bretão, religiões pré-cristãs e paganismo contemporâneo, Ronald é professor na Universidade de Bristol. É autor de 14 livros, tendo aparecido em vários programas de televisão, rádio e documentários.

## Biografia
Ronald nasceu na cidade de Ootacamund, na Índia, em 1953, em uma família de colonizadores britânicos, com ancestrais russos. Quando sua família retornou para a Inglaterra, Ronald fez o ensino médio na Ilford County High School, onde se interessou por arqueologia, chegando a afazer parte do comitê local e partindo para escavações de 1965 a 1976 pela Inglaterra e até mesmo em um templo em Malta. Visitou sítios arqueológicos históricos em Gales e chegou a escrever um guia de visitação para seus amigos.
Apesar de ter intensa admiração pela arqueologia, Ronald decidiu estudar história, acreditando que teria maior aptidão para a área. Com bolsa de estudos para o Pembroke College, em Cambridge, Ronald não perdeu o interesse em arqueologia durante o curso, chegando a cursar um período com um especialista em neolítico da universidade, Glyn Daniel. De Cambridge, Ronald foi para o Magdalen College, em Oxford, onde concluiu seu doutorado.

### Séculos XVI e XVII
- Charles the Second, King of England, Scotland and Ireland, (1989), ISBN 0-19-822911-9
- The British Republic 1649-1660, (2000), ISBN 0-333-91324-8
- The Rise and Fall of Merry England: The Ritual Year 1400-1700, (2001), ISBN 0-19-285447-X
- Debates in Stuart History, (2004), ISBN 1-4039-3589-0

### Paganismo e Magia
- The Pagan Religions of the Ancient British Isles: Their Nature and Legacy, (1993), ISBN 0-631-18946-7, uma visão geral de todos os povos pagãos da Grã-Bretanha pré-cristã e da Irlanda.
- The Stations of the Sun: A History of the Ritual Year in Britain, (1996), ISBN 0-19-285448-8
- The Triumph of the Moon: A History of Modern Pagan Witchcraft, (1999), ISBN 0-19-285449-6, uma história da religião neopagã Wicca.
- Shamans: Siberian Spirituality and the Western Imagination, (2001), ISBN 1-85285-324-7, análise do xamanismo siberiano.
- Witches, Druids and King Arthur, (2003), ISBN 1-85285-397-2, coleção de ensaios sobre vários temas.
- The Druids: A History, (2007), ISBN 978-1-85285-533-8, história dos Druidas até o Neo-druidismo do século XX.
- Blood and Mistletoe: The History of the Druids in Britain (2009), aprofundamento na história dos Druidas.
- Ten Years of Triumph of the Moon: Academic Approaches to Studying Magic and the Occult(2009), contribuição na introdução e em alguns capítulos do livro.